# Bausch & Lomb
Das 1853 in den USA gegründete Unternehmen Bausch & Lomb ist ein international operierender Hersteller von Kontaktlinsen und weiteren Produkten der Medizintechnik (Medikamente, Implantate für Augenerkrankungen). Bekannt geworden ist Bausch & Lomb zudem über die berühmte Brillenmarke Ray-Ban, die 1999 an die italienische Luxottica-Gruppe verkauft wurde.

## Firmengeschichte

### Gründungsjahre und frühe Expansion
Das Unternehmen wurde 1853 von zwei deutschen Immigranten, Johann Jakob Bausch und Henry C. Lomb, in Rochester, New York, gegründet. Jacob Bausch war gelernter Optiker und fand in Henry Lomb einen Finanzier und Partner für eine Manufaktur von Monokeln. Der Durchbruch gelang den Geschäftspartnern 1861 durch die Produktion von damals sehr begehrten Monokeln mit Gummirahmen. In zweiter Generation wurde die Produktion ab 1875 auf Mikroskope und 1892 in Kooperation mit den Zeiss-Werken in Deutschland auf optische Linsen ausgeweitet. So umfasste die Produktpalette am Ende des 19. Jahrhunderts neben Brillen, Mikroskopen und Binokularen auch Projektoren, Kameralinsen und -blenden.

### Produktionserweiterung Anfang des 20. Jahrhunderts
Mit dem Ausbau der US-Streitkräfte unter Präsident Theodore Roosevelt und dem Aufbau der „Great White Fleet“, bekam Bausch & Lomb über den Zulieferer Saegmuller den Auftrag für die Herstellung der hochpräzisen Linsen für optische Messungen und gründete mit Saegmuller ein Joint Venture. Gleichzeitig wurde eine Forschungsabteilung mit fünf Mitarbeitern eingerichtet. Zudem sicherte eine erneute Allianz mit den Zeiss-Werken in Deutschland den drei beteiligten Unternehmen Bausch & Lomb, Saegmuller und Zeiss Wettbewerbsvorteile durch Patentnutzungen und Markterschließungen. 1902 entwickelte William Bausch, Sohn des Firmengründers, eine Methode, um geschmolzenes Glas über einen Gießprozess direkt in die gewünschte Linsenform zu bringen. Da die Glasstücke für die Linsen zuvor aus Glasbrocken herausgetrennt und aufwändig geschliffen werden mussten, brachte dies eine enorme Zeit- und Materialersparnis mit sich.

### Erster und Zweiter Weltkrieg
Durch die Weltkriege und den hiermit verbundenen größeren Bedarf an optischen Messgeräten wie Ferngläsern, Zielfindern, Kameralinsen und Periskopen konnte die Produktionspalette ausgeweitet werden. Der Anteil militärischer Produkte betrug zu dieser Zeit 70 Prozent der Gesamtproduktion. Eine der bekanntesten Entwicklungen dieser Zeit ist die 1926 für Piloten entwickelte Sonnenbrille der Marke Ray-Ban.

### Zeit nach 1945

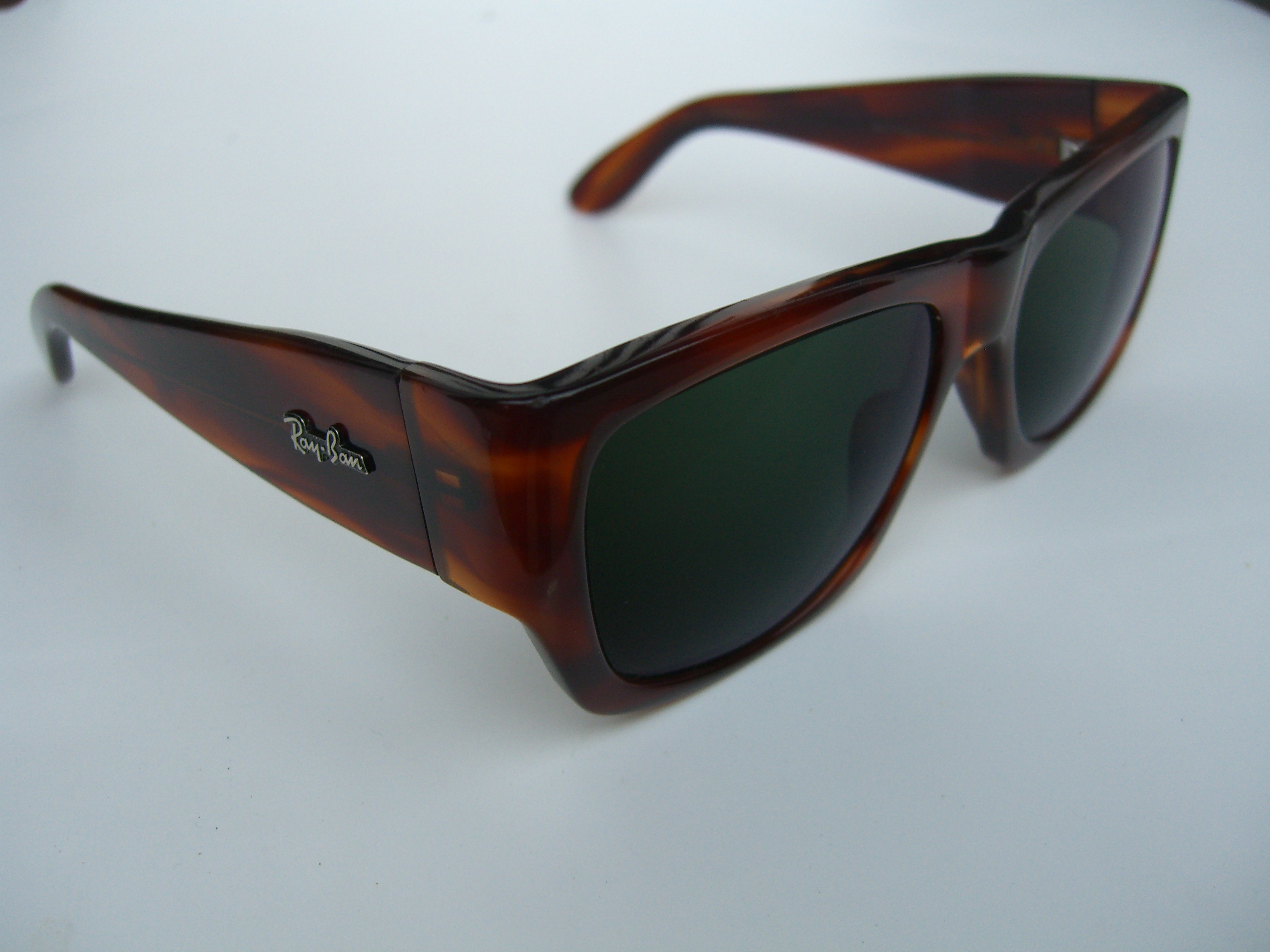
Sonnenbrille Bausch and Lomb, Modell Ray-Ban „Wayfarer Nomad“ aus den 50er und 60er Jahren

Nach dem Zweiten Weltkrieg wurde der Bereich der Photographie und der Augenoptik wieder stärker in den Vordergrund gerückt und die Produktion teilweise umgestellt. Zudem wurden Produktionsstandorte in Kanada, Brasilien und Argentinien gegründet.
Während das Kino durch den Fernseher immer mehr verdrängt wurde, gelang Bausch & Lomb die Entwicklung der CinemaScope-Linse, welche den „Widescreen“-Effekt ermöglichte, mit welchem die Bildbreite in Kinos verdoppelt und die Popularität des Kinos wieder erhöht wurde. 1971 brachte Bausch & Lomb die ersten Kontaktlinsen aus PolyHEMA auf den Markt. Im Gegensatz zu den bisher erhältlichen Kontaktlinsen aus Glas und Polymethylmethacrylat (Lucite) waren diese Linsen weicher und angenehmer zu tragen. In der Mitte der achtziger Jahre wurden die ehemaligen Kernbereiche der Herstellung von optischen Linsen verkauft. Die Sparte für Sonnenbrillen wurde weitergeführt, da diese weiterhin großen Absatz fanden. Durch Zukäufe der Polymer Technology Corporation und der Dr. Mann Pharma konnten existierende Geschäftsfelder gestärkt, aber auch neue erschlossen werden. 1997 wurde im Zuge einer Reihe von Firmenzukäufen schließlich der Bereich der Herstellung chirurgischer Produkte etabliert.
Auf der Oscarverleihung 1955 wurde die Firma mit dem Ehrenoscar ausgezeichnet.

## Entwicklung des Unternehmens in der jüngeren Vergangenheit
Bausch & Lomb hat sich zu einer weltweit operierenden Firma weiterentwickelt. Der Hauptsitz befindet sich immer noch in Rochester. In 36 Ländern arbeiten heute ca. 12.000 Mitarbeiter für das Unternehmen. Der Gesamtumsatz für das Jahr 2005 betrug 2,2 Milliarden US-Dollar. Die Mitbewerber des Gesundheitsdienstleisters auf dem internationalen Markt sind Johnson & Johnson, Alcon, Allergan, MSD Chibret und Ciba Vision. Im Mai 2013 wurde Bausch & Lomb vom bisherigen Eigentümer Warburg Pincus an Valeant verkauft.

## Geschäftsfelder
Die Geschäftsfelder sind in drei große Bereiche unterteilt:
- Vision Care: Kontaktlinsen und Pflegeprodukte. Obwohl sich in den letzten Jahren im Rahmen einer Produktdiversifizierung einige neue Geschäftsfelder aus dem Bereich der „Vision Care“ entwickelt haben, zählt die Herstellung von Kontaktlinsen mit einem Umsatzanteil im Jahr 2001 von 28 Prozent immer noch zum Kerngeschäft.
- Pharmazeutika: Medikamente für diverse Augenkrankheiten und Reizungen. In dieser Sparte werden pharmazeutische Produkte für das Auge mit einem Umsatzanteil von 21 Prozent hergestellt.
- Die Sparte „Surgicals“ unterteilt sich in „Refractive Surgery“ mit 8 Prozent und „Cataract and Vitreotinal Surgery“ mit 18 Prozent Umsatzanteil. „Refractive Surgery“ umfasst hauptsächlich medizinische Analysegeräte und Laser, die für Augenoperationen benötigt werden. Um diesen Bereich zu stärken, wurden 1998 die konkurrierenden marktführenden Firmen Storz und Chiron übernommen.